# Tochilea, Bacău
Tochilea este un sat în comuna Răchitoasa din județul Bacău, Moldova, România.